# VV Spijkenisse

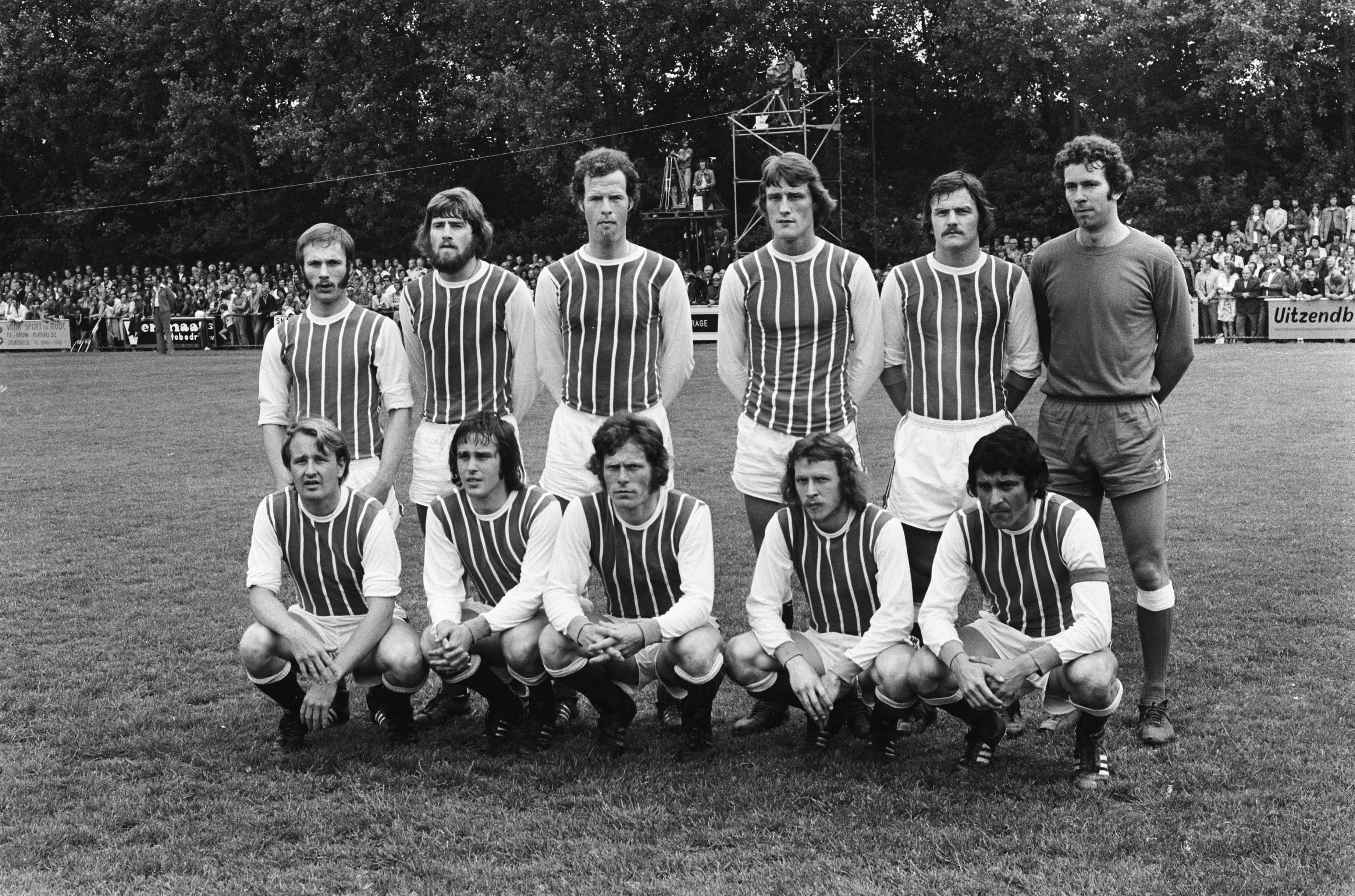
Het winnende elftal in 1975

VV Spijkenisse is een Nederlandse amateurvoetbalclub uit Spijkenisse, opgericht op 1 juni 1946. De thuiswedstrijden worden gespeeld op Sportpark Jaap Riedijk, dat is vernoemd naar een van de oprichters.
De Groen-witten werden in 1975 kampioen bij de zaterdagamateurs en vervolgens Algeheel amateurkampioen door de zondagkampioen VV Emmen met 4-2 (in Emmen) en 1-0 te verslaan. In 2014 behaalde Spijkenisse het kampioenschap van de Eerste Klasse C waardoor de club sinds jaren promotie naar de Hoofdklasse afdwong. Voor het eerst sinds het seizoen 2002-2003 waren de groen-witten weer terug te vinden op dit niveau. 
In het seizoen 2014/15 werd er een periodetitel behaald en werd samen met Quick Boys en RVVH gestreden om een ticket voor nacompetitie richting de Topklasse, maar dit werd niet gerealiseerd. In het seizoen 2016/17 werd VV Spijkenisse kampioen van de Hoofdklasse en promoveerde het naar de Derde divisie. Een jaar later werd er in de nacompetitie tegen degradatie echter verloren van HSV Hoek, waardoor de club weer een stapje terug deed.
In 2023 volgde degradatie naar de Eerste klasse.

## Vereniging
De club heeft rond de 1.200 leden en groeit nog jaarlijks in aantal, wat in 2011 leidde een ledenstop. De vereniging is hiermee een van de grootste clubs van de regio Rijnmond. Sportpark Jaap Riedijk beschikt over zes voetbalvelden waarvan twee kunstgrasvelden. De vereniging beschikt over een ruime kantine met een sponsorhome, commissiekamer, een aantal vergaderruimtes en achttien kleedkamers. Er is tevens een ruimte voor wedstrijdbesprekingen- en analyses. Het hoofdveld heeft een tribune die plaats biedt aan ongeveer 500 toeschouwers.
VV Spijkenisse is een principiële zaterdagvereniging.
De club is opleidingspartner van en werkt samen met Feyenoord Rotterdam. De v.v. Spijkenisse Academy is sinds het seizoen 2017-2018 door de KNVB als regionale jeugdopleider voor jeugdige voetballers erkend.

## Erelijst
Algeheel Amateurkampioenschap Nederland
Kampioen in 1975
Zaterdag Amateurkampioenschap Nederland
Kampioen in 1975
Hoofdklasse zaterdag
Kampioen in 2017
Districtsbeker West IV
Winnaar in 2000
Kampioenschap van Spijkenisse
Winnaar in 2012, 2013, 2014, 2016
Kampioenschap Algemeen
Kampioen in 1948, 1956, 1958, 1968, 1969, 1974, 1975, 1994, 2014, 2017.

## Overzichtslijsten

### Competitieresultaten zaterdag 1956–heden
| 1 4C |

| 2 3B |

| 1 3B |

| 4 |

| 5 |

| 6 |

| 10 |

| 9 3B |

| 9 3A |

| 11 3B |

| 6 4B |

| 8 4C |

| 1 4A |

| 1 3A |

| 5 2A |

| 2 2A |

| 2 2B |

| 2 2A |

| 1 2A |

| 1 1A |

| 2 1B |

| 7 1B |

| 5 1A |

| 8 1A |

| 10 1B |

| 11 1A |

| 7 1A |

| 9 1A |

| 7 1A |

| 3 1A |

| 4 1A |

| 10 1A |

| 11 1B |

| 5 1A |

| 3 1A |

| 3 1B |

| 14 1A |

| 2 2B |

| 1 2B |

| 8 1A |

| 14 1A |

| 6 1C |

| 14 B |

| 5 1B |

| 2 1B |

| 3 1B |

| 10 B |

| 13 B |

| 4 1B |

| 7 1B |

| 9 1B |

| 4 1B |

| 6 1B |

| 3 1B |

| 5 1B |

| 8 1B |

| 11 1B |

| 3 1B |

| 1 1C |

| 6 B |

| 5 B |

| 1 A |

| 16 |

| 11* |

| 8* |

| 12 |

| 13 |

| 3 1D |

- = Dit seizoen werd stopgezet vanwege de uitbraak van het coronavirus. Er werd voor dit seizoen geen officiële eindstand vastgesteld.

| Derde Divisie Topklasse | Hoofdklasse/4e Divisie | Eerste klasse | Tweede klasse | Derde klasse | Vierde klasse | Hoofdklasse RVB | Eerste klasse RVB | Tweede klasse RVB | Derde klasse RVB |

In elke staaf van de grafiek staat van boven naar beneden vermeld: 
- Eindnotering

Dit is de positie die de club heeft bereikt in de competitie, zonder eventuele beslissings-, play-off- of nacompetitiewedstrijden die nodig zijn geweest om bijvoorbeeld de kampioen van de competitie te bepalen.
Indien een * achter het getal staat is de notering een tussenstand en kan het zijn dat de notering niet overeenkomt met de uiteindelijke eindstand van de competitie.
Staat er een - dan is het seizoen nog bezig en is er geen definitieve uitslag bekend.
Staat er xx op de positie van de notering, dan heeft de club vroegtijdig de competitie verlaten. Dit kan onder andere komen door terugtrekking van het team, faillissement van de club of door een uitgedeelde straf van de KNVB. In veel gevallen staat elders in het artikel de reden vermeld.
Staat er een ? dan is het resultaat uit het verleden onbekend, en is alleen de competitie of het niveau bekend van dat seizoen.
In de seizoenen 2019/20 en 2020/21 werd wegens de coronacrisis het amateurvoetbal afgebroken. Daardoor kennen deze staven geen eindklassering (middels -- weergegeven).
- Competitieniveau en afdelingsletter of Officiële eindstand Eredivisie
  - Competitieniveau en afdelingsletter

Hierbij geeft het getal het niveau weer, dat ook terug te vinden is in de legenda. De letter is de afdelingsaanduiding en wordt gebruikt wanneer er meer afdelingen zijn op hetzelfde niveau. De afdelingsletter is altijd een hoofdletter en wordt meestal zonder nummer gebruikt.
Voorbeeld: 2F is niveau 2e klasse competitie F.
Het competitieniveau en nummer wordt niet vermeld wanneer er slechts één competitie van dit niveau was.
  - Officiële eindstand Eredivisie (getal staat tussen haakjes vermeld)

Sinds de introductie van play-offwedstrijden voor Europees voetbal na afloop van de reguliere competitie in 2005/06, is de KNVB verplicht een eindstand van de Eredivisie door te geven aan de UEFA aan de hand van deze play-offwedstrijden.
Bij deze eindstand staan clubs die zich hebben gekwalificeerd voor Europees voetbal hoger dan clubs die zich niet wisten te kwalificeren. Indien er geen verschil was tussen de eindnotering en de officiële eindstand, staat dit getal niet vermeld.

- Onderafdeling

Hier staat afgekort de naam van de onderafdeling indien de club in dat jaar in een onderafdeling uitkwam. Tevens staat deze afkorting in de legenda en wordt gelinkt naar het artikel over deze onderafdeling. Deze afkorting wordt alleen vermeld wanneer de club in het verleden in verschillende onderafdelingen heeft gespeeld. Deze vermelding is in de staaf altijd in kleine letters. Deze onderafdelingen zijn na het seizoen 1995/96 afgeschaft. Heeft de club in slechts één onderafdeling gespeeld, dan is dit alleen terug te vinden in de legenda.
Onder de staaf staat het jaartal vermeld waarin het seizoen is afgesloten. 15 verwijst naar het seizoen 2014/15 of eventueel het seizoen 1914/15.
Wanneer een staaf leeg is, zijn deze gegevens niet bekend. Het kan ook zijn dat de club dat seizoen niet heeft meegespeeld op het hogere amateurniveau, vroegtijdig de competitie heeft verlaten of uit de competitie is gezet.

In het seizoen 1944/45 was er wegens de Tweede Wereldoorlog geen regulier competitievoetbal.

### Spijkenisse in de KNVB Beker
Dit schema laat de resultaten zien van Spijkenisse tegen profclubs in de KNVB Beker.
| Seizoen | Ronde    | Wedstrijd                  | Uitslag  |
| ------- | -------- | -------------------------- | -------- |
| 1978/79 | 1e ronde | Spijkenisse - FC Dordrecht | 1-2 n.v. |
| 1990/91 | 1e ronde | Spijkenisse - VVV          | 1-4      |
| 1991/92 | 2e ronde | Spijkenisse - NEC Nijmegen | 0-5      |
| 2000/01 | Groep 8  | Spijkenisse - NAC Breda    | 1-4      |

## Bekende (oud-)Groen-Witten
- Mustafa Amezrine
- Henk den Arend
- Mateja Bajunović
- Winston Bakboord
- Martijn Barto
- Charlison Benschop
- Anthony Bentem
- Mark Bevaart
- George Boateng
- Iris van Bokhoven
- Ellery Cairo
- Angelo Cijntje
- Romano Denneboom
- Michael van Dommelen
- Kevin Felida
- Eric Gudde
- Daniëlle Kuikstra
- Freek van der Lee
- Sven Mijnans
- Miquel Nelom
- Fréderique Nieuwland
- Jason Oost
- Marvin van der Pluijm
- Adrie Poldervaart
- Jerdy Schouten
- Adri van Tiggelen
- Jayson Trommel
- Zoï van de Ven
- Robbert de Vos
- Koos Waslander
- Jordy van der Winden
- Kees Zwamborn
- Zenna de Zwart